# Liste des romans de Pierre Barbet
Pour les articles homonymes, voir Pierre Barbet et Barbet.
Cette page recense les romans de Pierre Barbet. Elle est destinée à alléger la page de cet auteur et à présenter des résumés de certains romans.

## Romans indépendants

### Babel 3805
- Date de parution : 1962
- Éditeur : Le Rayon fantastique no 106

### Vers un avenir perdu
- Date de parution : 1962
- Éditeur : Le Rayon fantastique no 98

### Les Limiers de l'infini
- Date de parution : 1966
- Éditeur : Fleuve Noir Anticipation no 285

### Hallali cosmique
- Date de parution : 1967
- Éditeur : Fleuve Noir Anticipation no 330
- Lien externe :
- Résumé :

### Les Cavernicoles de Wolf
- Date de parution : 1966
- Éditeur : Fleuve Noir Anticipation no 292
- Lien externe :
- Résumé :

### L'Étoile du néant
- Date de parution : 1967
- Éditeur : Fleuve Noir Anticipation no 309
- Lien externe :
- Résumé :

### Le Secret des Quasars
- Date de parution : 1967
- Éditeur : Fleuve Noir Anticipation no 319
- Lien externe :
- Résumé :

### Évolution magnétique
- Date de parution : 1968
- Éditeur : Fleuve Noir Anticipation no 350
- Lien externe :
- Résumé :

### La Planète des Christophons
- Date de parution : 1968
- Éditeur : Fleuve Noir Anticipation no 345
- Lien externe :
- Résumé :

### L'Exilé du temps
- Date de parution : 1969
- Éditeur : Fleuve Noir Anticipation no 392
- Lien externe :
- Résumé :

### Les Chimères de Séginus
- Date de parution : 1969
- Éditeur : Fleuve Noir Anticipation no 383
- Lien externe :
- Résumé :

### Vikings de l'espace
- Date de parution : 1969
- Éditeur : Fleuve Noir Anticipation no 371
- Lien externe :
- Résumé :

### L'Agonie de la Voie lactée
- Date de parution : 1970
- Éditeur : Fleuve Noir Anticipation no 435
- Liens externes :
  - Première fiche sur iSFdb
  - Seconde fiche sur iSFdb
  - « Fiche » sur le site NooSFere
- Résumé : L'espèce humaine a essaimé dans la Voie lactée. Les Humains ont créé la Confédération pléiadienne, dont la capitale est la mégapole Salko, sur une planète gravitant autour de l'étoile Céléno. Cette civilisation croit en une divinité appelée « Trinité de Koth ». Quelques années auparavant, une guerre inter-humaine s'est terminée : la Confédération a vaincu des forces menées par la planète Terre, qui est désormais une planète comme les autres de la Confédération. Mais un puissant empire voisin menace : ce sont les Zorides, qui viennent de l'Amas de Persée. La guerre entre les deux puissances paraît inévitable ; le conflit va débuter dans le système Canopus… L'hexarque Hédarey, à bord du vaisseau Le Moïnen, est le chef suprême des forces militaires humaines sur Canopus-5, la planète étant occupée par les humains, tandis que les Zorides tiennent l'autre moitié de la planète. Les Zorides sont menaçants, et prennent l'initiative du conflit. Les humains répliquent, et la guerre débute. Le vaisseau Le Moïnen est poursuivi par les forces zorides, et tout à coup les Zorides le « harponnent », faisant prisonnier l'hexarque Hédarey. Par la suite, un autre vaisseau est fait prisonnier, et le capitaine de ce vaisseau est aussi fait prisonnier : il s'agit de Tellac, fils du suffète Mikra. Tellac est emmené dans un camp de prisonniers zoride, où il rencontre une jeune femme humaine dont il tombe amoureux, et reçoit des cours d'endoctrinement. On apprend à cette occasion que les Zorides croient en une idéologie réunie sous les termes « Travail - Orthogénie - Symbiose » [1] et qu'ils se reproduisent bien plus vite que les Humains. Tellac, son amie et Hédarey s'échappent du camp d'internement et parviennent à voler un vaisseau spatial. Plus tard, la planète Canopée, puis l'ensemble du système canopéen, sont pris par les Zorides. Ceux-ci disposent d'armes bien plus puissantes que les Pléiadiens, et ont créé un puissant virus dont les Pléiadiens sont victimes : le Stuphos, qui rend les gens apathiques et sans volonté. La guerre continue et les Pléiadiens se font submerger. Soudain, les Zorides proposent la paix aux Humains. Ils ont détecté une galaxie qui se rapproche de la Voie lactée à une vitesse inimaginable : d'ici 6 mois, cette galaxie va percuter la Voie lactée. Dans la mesure où cette galaxie est composée d'une substance condensée à base de neutrons (d'où son nom de Neutronia qui lui a été donné), elle va engloutir et désintégrer l'ensemble des étoiles de la Voie lactée, qui va se disloquer. Les Zorides proposent aux Humains d'unir leurs efforts afin de créer le plus rapidement possible un vaisseau spatial qui emportera des Zorides et des Pléiadiens en direction de la galaxie Andromède. Le projet est mis en route. Tellac entre en contact avec une intelligence extraterrestre qui dit être enchantée de la défaite assurée des Humains et des Zorides, toutes deux espèces fondées sur le carbone : les espèces à base de silicium vont pouvoir prospérer grâce à Neutronia. À la fin du roman, le vaisseau « Arche de survie » quitte Salko, emportant 50 Humains et 50 Zorides, tous plongés en biostase, chargés de faire renaître la « civilisation lactéenne » sur une autre galaxie.

- Remarque : la première moitié du roman concerne la confrontation entre la Confédération Pléiadienne et l'Empire Zoride. Le roman a été écrit en 1970, et le lecteur peut facilement imaginer que ce conflit de fiction évoque l'affrontement entre les États-Unis (Confédération Pléiadienne) et l'Union soviétique (Empire Zoride), le système Canopus pouvant faire référence à l'Asie du Sud-Est et la Guerre Canopienne à la Guerre du Viet Nam.

### Étoiles en perdition
- Date de parution : 1970
- Éditeur : Fleuve Noir Anticipation no 404
- Lien externe :
- Résumé :

### Les Grognards d'Éridan
- Date de parution : 1970
- Éditeur : Fleuve Noir Anticipation no 426
- Titre dans l'édition anglophone : The Napoleons of Eridanus (1976)
- Lien externe :
- Résumé :

### Les Maîtres des pulsar
- Date de parution : 1970
- Éditeur : Fleuve Noir Anticipation no 413
- Lien externe :
- Résumé :

### À quoi songent les Psyborgs?
- Date de parution : 1971
- Éditeur : Fleuve Noir Anticipation no 479
- Titre dans l'édition anglophone : Games Psyborgs Play (1973)
- Lien externe :
- Résumé :

### Azraëc de Virgo
- Date de parution : 1971
- Éditeur : Fleuve Noir Anticipation no 471
- Lien externe :
- Résumé : Suite de Les Conquistadores d'Andromède.

### Les Conquistadores d'Andromède
- Date de parution : 1971
- Éditeur : Fleuve Noir Anticipation no 446
- Lien externe :
- Résumé : Suite de L'agonie de la voie lactée.

### Le Transmetteur de Ganymède
- Date de parution : 1971
- Éditeur : Fleuve Noir Anticipation no 463
- Lien externe :
- Résumé :

### L'Empire du Baphomet
- Date de parution : 1972  (ISBN 2-277-11768-4)
- Éditeur : Fleuve Noir Anticipation no 494 ; réédité par J'ai Lu en 1977
- Titre dans l'édition anglophone : Baphomet's Meteor (1972)

### Les Insurgés de Laucor
- Date de parution : 1972
- Éditeur : Fleuve Noir Anticipation no 0508
- Lien externe :
- Résumé :

### La Planète empoisonnée
- Date de parution : 1972
- Éditeur : Fleuve Noir Anticipation no 0523
- Lien externe :
- Résumé :

### Les Disparus du club Chronos
- Date de parution : 1972
- Éditeur : éditions Albin Michel
- Lien externe :
- Résumé :

### Tremplins d'étoiles
- Date de parution : 1972
- Éditeur : Fleuve Noir Anticipation no 0532
- Lien externe :
- Résumé :

### La Planète enchantée
- Date de parution : 1973
- Éditeur : Fleuve Noir Anticipation no 0544
- Titre dans l'édition anglophone : The Enchanted Planet (1975)
- Lien externe :
- Résumé :

### Liane de Noldaz
- Date de parution : 1973
- Éditeur :
- Titre dans l'édition anglophone : The Joan-of-Arc Replay (1978)
- Lien externe :
- Résumé :

### Le Bâtard d'Orion
- Date de parution : 1973
- Éditeur : Fleuve Noir Anticipation no 0582
- Lien externe :
- Résumé :

### Les Bioniques d'Atria
- Date de parution : 1973
- Éditeur :
- Lien externe :
- Résumé :

### Croisade stellaire
- Date de parution : 1974
- Éditeur : Fleuve Noir Anticipation no 0638
- Lien externe :
- Résumé :

### Magiciens galactiques
- Date de parution : 1974
- Éditeur : Fleuve Noir Anticipation no 0609
- Lien externe :
- Résumé :

### Les Mercenaires de Rychna
- Date de parution : 1974
- Éditeur : Fleuve Noir Anticipation no 0622
- Lien externe :
- Résumé :

### L'Univers des Géons
- Date de parution : 1974
- Éditeur : Fleuve Noir Anticipation no 0598
- Lien externe :
- Résumé :

### La Nymphe de l'espace
- Date de parution : 1975
- Éditeur : Fleuve Noir Anticipation no 0673
- Lien externe :
- Résumé : un astronef qui s'écrase sur une planète empoisonnée. Une fillette solitaire qui sanglote dans une jungle hostile... Des trafiquants que l'astrot Lior aux jambes torses conduit vers des affaires louches. Une entité démoniaque tapie dans un tunnel stellaire à l'affût des navires passant à proximité. Dans ce monde inquiétant, les super-pouvoirs de la petite Liossa parviendront-ils à sauver capitaine et passagers ? Mais ces passagers eux-mêmes ont de noirs desseins à l'égard de la sauvageonne...

### Ambassade galactique
- Date de parution : 1976  (ISBN 2-265-00199-6)
- Éditeur : Fleuve Noir Anticipation no 0756
- Lien externe :
- Résumé :

### Patrouilleur du néant
- Date de parution : 1976
- Éditeur :  Fleuve Noir Anticipation no 0716
- Lien externe :
- Résumé :

### Vénusine
- Date de parution : 1977
- Éditeur :
- Lien externe :
- Résumé :

### Odyssée galactique
- Date de parution : 1978
- Éditeur : Fleuve Noir Anticipation no 0871
- Lien externe :
- Résumé :

### Oasis de l'espace
- Date de parution : 1979
- Éditeur : Fleuve Noir Anticipation no 951

### Le Maréchal rebelle
- Date de parution : 1980
- Éditeur :
- Lien externe :
- Résumé :

### Périple galactique
- Date de parution : 1980
- Éditeur : Fleuve Noir Anticipation no 0994
- Lien externe :
- Résumé :

### Cités des astéroïdes
- Date de parution : 1981
- Éditeur : Fleuve Noir Anticipation no 1071

### Cités interstellaires
- Date de parution : 1981
- Éditeur : Fleuve Noir Anticipation no 113
- Lien externe :
- Résumé :

### L'Empereur d'Éridan
- Date de parution : 1982
- Éditeur : Fleuve Noir Anticipation no 1169
- Lien externe :
- Résumé :

### Survivants de l'apocalypse
- Date de parution : 1982
- Éditeur : Fleuve Noir Anticipation no 1152
- Lien externe : « Survivants de l'apocalypse » sur le site NooSFere
- Résumé :

### Rome doit être détruite
- Date de parution : 1983
- Éditeur : Fleuve éditions (Fleuve Noir - Anticipation #1254)
- Lien externe : Rome doit être détruite, isfdb.org
- Résumé :

### Carthage sera détruite
- Date de parution : 1984  (ISBN 2-265-02613-1)
- Éditeur :
- Lien externe :
- Résumé :

### Les Colons d'Éridan
- Date de parution : 1984  (ISBN 2-265-02531-3)
- Éditeur : Fleuve Noir Anticipation no 1284
- Lien externe :
- Résumé :

### Cités biotiques
- Date de parution : 1984
- Éditeur : Fleuve Noir Anticipation no 1371
- Lien externe :
- Résumé :

### Téléclones
- Date de parution : 1985
- Éditeur : Fleuve Noir Anticipation no 1384
- Lien externe :
- Résumé : (Quatrième de couverture):

A l'époque des Cités de l'espace, des bases lunaires, Marcel Danusier, un truand marseillais, se débrouille comme il peut, malgré les flics-robs, les fichiers informatisés.
Son patron, Le Borgne, décide de frapper un grand coup !
Marcel s'empare de la technologie permettant, par biotique, de confectionner des micropuces télécommandant clones et humains.
Quelles perspectives avec ces esclaves dociles ! Call-girls et tueurs à gages sont d'une étonnante obéissance et ne dénoncent jamais personne.
Sa situation devenue florissante, Le Borgne nourrit d'autres projets, mais d'une telle envergure que Marcel refuse de rester complice de ce mégalo...
Avec l'aide de Gervaise, une superbe clone devenue sa maîtresse, il tente d'éviter un génocide..

### La Croisade des assassins
- Date de parution : 1986
- Éditeur :
- Lien externe :
- Résumé :

### Glaciation nucléaire
- Date de parution : 1986
- Éditeur :
- Lien externe :
- Résumé :

### Défense spatiale
- Date de parution : 1987
- Éditeur :
- Lien externe :
- Résumé :

### Objectif: Mars 2005
- Date de parution : 1987
- Éditeur :
- Lien externe :
- Résumé :

### Un Reich de 1000 ans
- Date de parution : 1987
- Éditeur :
- Lien externe :
- Résumé :

### Option Zéro
- Date de parution : 1988
- Éditeur : Fleuve Noir Anticipation no 1620
- Lien externe :
- Résumé :

### Soleil de mort
- Date de parution : 1990
- Éditeur :
- Lien externe :
- Résumé :

### L'Ère du spatiopithèque
- Date de parution : 1991
- Éditeur :
- Lien externe :
- Résumé :

## Romans du Cycle «Alex Courville»
1. Commandos sur commande, Fleuve Noir Anticipation no 835, 1978
2. Trafic stellaire, Fleuve Noir Anticipation no 932, 1979
3. Les Psychos de Logir, Fleuve Noir Anticipation no 1099, 1981
4. Les Charognards de S'nien, Fleuve Noir Anticipation no 1199, 1981  (ISBN 2-265-02162-8)
5. Eldorado stellaire, Fleuve Noir Anticipation no 1347, 1983
6. Putsch galactique, Fleuve Noir Anticipation no 1401, 1985
7. Temps changeants, Fleuve Noir Anticipation no 1505, 1986
8. Captifs de Corvus, Fleuve Noir Anticipation no 1547, 1987
9. Option zéro, Fleuve Noir Anticipation no 1620, 1988